# Dopływ spod Libowca

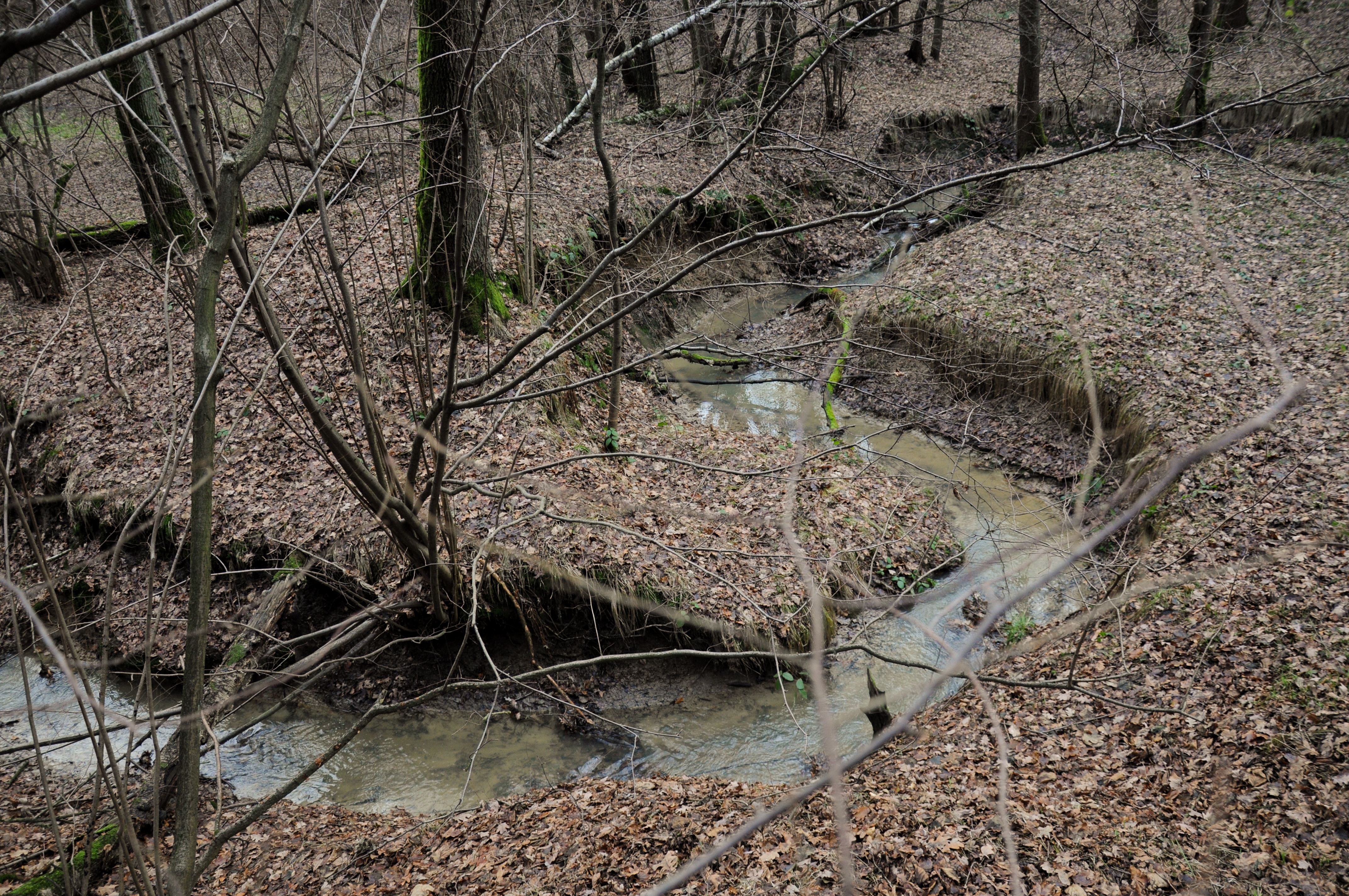
Dopływ spod Libowca w okresie zimowym

Dopływ spod Libowca – ciek VI rzędu o długości ok. 2,3 km, lewostronny dopływ potoku Gmyrdek.

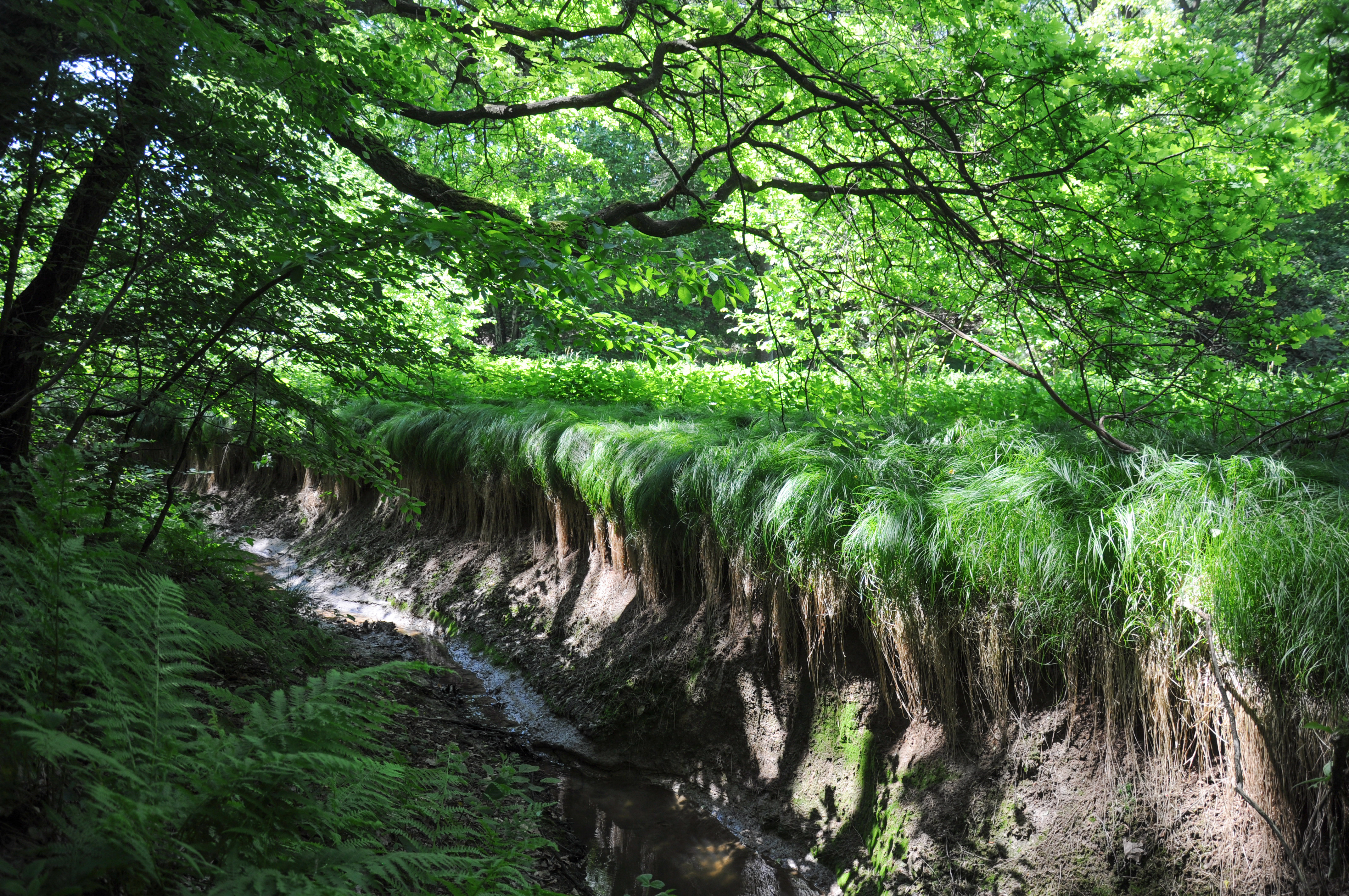
Dopływ spod Libowca w okresie letnim

Ciek znajduje się w województwie śląskim, na terytorium miasta Jastrzębie-Zdrój.